# Јелвил (Арканзас)
Јелвил (енгл. Yellville) град је у америчкој савезној држави Арканзас.

## Демографија
По попису из 2010. године број становника је 1.204, што је 108 (-8,2%) становника мање него 2000. године.
| Група             | 2000.         | 2010.         |
| Белци             | 1.275 (97,2%) | 1.144 (95,0%) |
| Афроамериканци    | 0 (0,0%)      | 2 (0,2%)      |
| Азијати           | 3 (0,2%)      | 3 (0,2%)      |
| Хиспаноамериканци | 7 (0,5%)      | 31 (2,6%)     |
| Укупно            | 1.312         | 1.204         |